# Robert Quincy Lee
Robert Quincy Lee (* 12. Januar 1869 bei Coldwater, Tate County, Mississippi; † 18. April 1930 in Washington, D.C.) war ein US-amerikanischer Politiker. In den Jahren 1929 und 1930 vertrat er den Bundesstaat Texas im US-Repräsentantenhaus.

## Werdegang
Robert Lee besuchte die öffentlichen Schulen seiner Heimat und die Fort Worth High School in Texas. Im Jahr 1891 zog er mit seinem Vater nach Caddo, wo er im Handel arbeitete. Seit 1913 lebte Lee in Cisco, wo er in der Landwirtschaft und hier besonders auf dem Gebiet der Viehzucht tätig war. Außerdem stieg er in das Bankgewerbe ein. 1919 gründete er die Cisco & Northeastern Railroad Co., deren Präsident er zwischen 1919 und 1927 war. In den Jahren 1926 und 1927 fungierte er auch als Präsident der Handelskammer von West-Texas.
Politisch war Lee Mitglied der Demokratischen Partei. Bei den Kongresswahlen des Jahres 1928 wurde er im 17. Wahlbezirk von Texas in das US-Repräsentantenhaus in Washington gewählt, wo er am 4. März 1929 die Nachfolge von Thomas L. Blanton antrat. Dieses Mandat konnte er bis zu seinem Tod am 18. April 1930 ausüben. Danach wurde sein Vorgänger Blanton auch zu seinem Nachfolger gewählt. Robert Lee wurde in Cisco beigesetzt.